# Atrofia óptica de Kjer
La atrofia óptica de Kjer es una enfermedad hereditaria muy rara que afecta al nervio óptico, por lo que puede clasificarse como neuropatía óptica. Ocasiona pérdida de visión de grado variable que comienza en la infancia.

## Causas

Atrofia óptica de Kjer se transmite con un patrón autosómico dominante

Se debe a un defecto de carácter genético que se transmite de forma autosómica dominante, por lo que lo padecen por término medio el 50 % de los hijos de una persona afectada.
La mutación anómala se localiza en la región 27-28 del cromosoma 3q y 
actúa provocando una disfunción mitocondrial que ocasiona la muerte de la fibras que componen el nervio óptico.

## Síntomas
La sintomatología comienza antes de los diez años, generalmente a partir de los 6 y produce en una pérdida de visión lenta y progresiva.
Los síntomas afectan a ambos ojos a veces de forma asimétrica y consisten en defectos en la zona central del campo visual (escotomas) y alteraciones en la percepción de los colores (discromatopsia) que hacen confundir la percepción entre los colores azul y amarillo o entre el rojo y el verde.
La pérdida total de capacidad visual es muy variable y existen diferencias considerables entre las diferentes familias afectadas.